# Phodilus
Genul Phodilus este unul dintre cele două genuri ale familiei Tytonidae. Majoritatea schemelor de clasificare recunosc două specii în acest gen Phodilus badius și Phodilus prigoginei.